# Homem de Ferro
Homem de Ferro (Iron Man em inglês) é um personagem dos quadrinhos publicados pela Marvel Comics. Sua verdadeira identidade é o empresário e bilionário Tony Stark, que usa armaduras de alta tecnologia no combate ao crime. Foi criado em 1963 pelo escritor Stan Lee, o roteirista Larry Lieber e os desenhistas Jack Kirby e Don Heck. Stan Lee aceitou o desafio de fazer um personagem ser odiado e depois amado pelo público, criando um dos super-heróis mais marcantes de todos os tempos.
A primeira publicação foi em Tales of Suspense #39 (história publicada pela primeira vez no Brasil em Heróis da TV 2ª Série n° 100). Desde então, se tornou um dos personagens mais conhecidos da Marvel, como membro dos Vingadores nas adaptações para desenhos animados e cinema (no qual foi interpretado por Robert Downey, Jr.).

## Biografia ficcional do personagem

### Infância
Tony Stark teve uma relação difícil com seu pai, sendo enviado aos seis anos de idade para um internato, onde ele iria em breve começar a experimentar a convivência com mais pessoas. Mesmo sendo uma criança no ensino médio, ele era considerado por muitos como um prodígio e gênio. Mais tarde, é revelado que Howard Stark, mesmo sendo uma boa pessoa, quando é vítima da fraqueza dos Starks (o álcool), se tornava um alcoólatra desprezível tanto verbalmente quanto abusivo com sua esposa e filho. Foi Howard quem forçou Tony a beber sua primeira bebida alcoólica. Howard tentou ensinar à Tony muitas lições, tais como os custos de fazer a guerra e que ele deve sempre limpar suas próprias mãos.

### Educação
Juntou-se então ao programa de graduação no MIT com 15 anos de idade, onde se formou em física e engenharia elétrica. Tal grade dupla de horários foi fácil para ele, e este fato prova sua genialidade ainda na adolescência, uma vez que tais matérias são extremamente difíceis. Por fim, ele recebeu graus de mestre em ambos os campos de estudo. Como um jovem estudante de intelecto genial, Tony Stark conheceu outra mente brilhante, Bruce Banner, pelo Dr. Derenik Zadian na Conferência Pensamentos Avançados ( "Forward Thought Conference" ) na Universidade de Oxford. Isso levaria a uma longa vida de rivalidade científica entre os dois.
Pouco tempo depois, Tony matriculou-se na Universidade de Cambridge, na Inglaterra, onde conheceu Cassandra Gillespie. Durante seu primeiro encontro com Cassandra, Tony a protegeu de um grupo de agentes Hydra que estavam atrás da mãe de Cassandra, uma traficante de armas e rival de negócios de Howard Stark. Na sequência deste incidente, Howard trouxe Tony de volta à América e, forçadamente, ele terminou o relacionamento com Cassandra, que mal havia começado. Depois disso, Meredith McCall, filha de Creighton McCall, maior rival de Howard no negócios, se apaixonou por Tony. No entanto, seus pais os proibiram de se virem. Tony derivou em seus anos 20 e se tornou ocioso, rico, indolente e sem raízes, perambulando ao redor do mundo como um jet set aventureiro de playboy.

### Morte de Howard e Maria Stark
Quando ele tinha 21 anos, os pais de Tony foram mortos em um acidente de carro e ele herdou os negócios de seu pai, As Indústrias Stark (Stark Industries). Dentro de alguns anos, ele transformou a empresa em um complexo de indústria multi-bilionária cujos contratos chefe eram para armamento avançado e munições para o governo dos EUA. Tony também comprou a empresa que construiu o carro que seus pais estavam dirigindo quando perderam suas vidas e a de falhas corrigidas em projetos de veículos da empresa, incluindo aqueles que envolviam sistemas de "freios".

### O Nascimento do Homem de Ferro
Na versão original, durante a guerra do Vietnã, o inventor e empresário Tony Stark foi vítima de uma explosão de granada. Stark sobreviveu à explosão mas estilhaços do explosivo se alojaram próximo ao seu coração, ameaçando sua vida. Ele foi capturado e levado até o líder Wong Chu. Restavam apenas alguns dias de vida para o americano, e Wong Chu o forçou a criar uma poderosa arma. Tony não criou uma arma e sim algo que o mantivesse vivo e permitisse derrotar os captores. Preso com ele estava outro gênio, o professor Ho Yinsen. Stark revelou seu plano ao professor e Yinsen o ajudou.
Quando os homens de Wong Chu se aproximaram, o velho professor pegou uma metralhadora, mas acabou sendo fuzilado, mas garantiu tempo suficiente para que Stark se recuperasse e se acostumasse a usar a armadura criada.
O Homem de Ferro enfrentou os soldados e os derrotou. Sua armadura resistia aos disparos contra ele. Wong Chu tentou fugir e o Homem de Ferro incendiou o galpão de munições fazendo com que a explosão o matasse. Os prisioneiros foram libertados.
Desde então Stark desenvolveu novas versões de sua armadura e adotou as cores vermelho e dourado como as padrões da armadura, com algumas pequenas alterações esporádicas como preto, prateado e, mais recentemente, branco.
No começo de suas atuações, e para que ninguém desconfiasse, Stark espalhou o boato de que o Homem de Ferro era seu guarda-costas. Nas aventuras dos anos 70 e 80, era comum heróis, vilões e coadjuvantes do Universo Marvel se referirem ao Homem de Ferro como "o lacaio de armadura". Apenas seu motorista, Harold "Happy" Hogan, e sua secretária, Virginia "Pepper" Potts, sabiam da identidade secreta de Stark.
Ainda na versão original, Tony Stark colaborava com as forças armadas americanas, desenvolvendo armas e máquinas com o objetivo de usá-las na Guerra Fria. Seus inimigos frequentes eram os comunistas (russos, asiáticos ou latino americanos: pessoas que defendiam o comunismo/socialismo). Enfrentavam o Homem de Ferro rivais tecnológicos como o Dínamo Vermelho (ou Escarlate) e o primeiro Homem de Titânio. Ou espiões especiais como a Viúva Negra e o Espião Mestre.

### Alcoolismo
Stark foi levado à falência por um rival chamado Obadiah Stane (criador da armadura do Monge de Ferro) que o levou a agredir Pepper Potts, várias prisões, um colapso emocional e problemas com alcoolismo. Ele teve de abandonar a identidade do Homem de Ferro, transferindo-a para um de seus empregados, o ex-militar James Rhodes. O segundo Homem de Ferro agia sob as instruções de Tony Stark e participou de momentos decisivos da cronologia do Universo Marvel (como, por exemplo, as Guerras Secretas). Stark recuperou-se financeiramente criando uma nova companhia, a Circuits Maximus. Enquanto se reerguia, Rhodes continuou no controle do traje. Com o tempo Rhodes foi se tornando cada vez mais agressivo, beirando a loucura. O motivo disso era o traje estar calibrado para funcionar em conjunto com a mente de Tony Stark. Depois de salvar Rhodes e derrotar Stane, Tony decidiu se dedicar a destruir todos os trajes de combate baseados no seu, por serem perigosos demais. Essa perseguição aos vilões cibernéticos teve uma conclusão trágica quando Stark, ao lado da Viúva Negra e de um novo Dínamo Escarlate - o militar russo Valentin Shatalov - enfrentaram o ensandecido Homem de Titânio original (Boris Bullski).
Bullski, indignado com a Rússia, fugiu de uma base militar e tentou matar Tony Stark durante a cerimônia de inauguração de uma fábrica da Stark em solo russo. Após enfrentar o Homem de Ferro, Viúva Negra e Dínamo Escarlate, o Homem de Titânio fugiu - não sem antes quebrar a perna do Dínamo. Sensibilizado, Stark assumiu a armadura do herói russo e saiu no encalço do perturbado Homem de Titânio. A batalha teve um fim trágico no antigo campo espacial de Baikonur, ex sede do programa espacial russo. Controlando a armadura a distância, Shatalov acionou o canhão de fusão e, literalmente, arrasou o Homem de Titânio - e, por tabela, metade das instalações. Bullski morreu dentro da armadura que, ironicamente, se tornara seu corpo com o decorrer dos anos, visto que não podia mais se separar dela devido aos procedimentos usados para a montagem desta.
A esse choque psicológico, se seguiu outro físico: o uso constante do traje do Homem de Ferro estava destruindo o sistema nervoso de Tony Stark. Enfraquecido e, mais tarde, paraplégico após ser baleado por uma ensandecida ex-amante, Stark não podia mais lutar em pessoa e teve que desenvolver uma versão do traje do Homem de Ferro controlável à distância. Quando essa versão provou não ser suficiente ante uma ameaça em particular, Stark produziu uma nova armadura, mais poderosa que veio a ser chamada de Máquina de Combate. Essa foi mais eficiente contra seus inimigos mas tinha os mesmos efeitos que sua armadura antiga sobre sua saúde.
Muito tempo depois, Stark recobrou a mobilidade das pernas após - literalmente - exigir o uso em si mesmo de um revolucionário biochip.
Stark decidiu fingir sua morte enquanto se recuperava. Rhodes, que não foi avisado sobre esse plano, assumiu o comando das Empresas Stark e da Máquina de Combate. Quando Stark reapareceu curado, Rhodes ficou furioso por ele ter enganado a ele e a outros amigos e partiu, levando consigo a Máquina de Combate.
Rhodes passou a atuar esporadicamente usando o traje do Máquina de Combate. A mini série War Machine lançada em 2004 pelo selo Marvel Max mostrou Rhodes no comando de um esquadrão formado por várias Máquinas de Combate a serviço da S.H.I.E.L.D. Tony Stark, que havia brigado com Rhodes, é mostrado furioso e confuso pelo fato dessa agência governamental ter conseguido acesso à sua tecnologia robótica secreta.

### Extremis
Considerado por muitos um dos melhores arcos do Homem de Ferro, o Extremis teve a excelente dupla Warren Ellis e Adi Granov, no roteiro e nas ilustrações, respectivamente.
Extremis é o nome de uma tecnologia desenvolvida no Laboratório Futurepharm, pela qual a Dra. Maya Hansen - amiga de longa data de Tony Stark - é responsável. O Extremis é um composto liquido, bio-eletrônico, que é a promessa de uma espécie de "soro do supersoldado", com apenas uma única injeção. Após injetado na parte do cérebro que possui a planta de todo corpo da cobaia, ele consegue reescrever o corpo da mesma, de maneira que tenha seus sentidos e habilidades aumentadas. O problema se dá pois o Extremis é supostamente roubado pelo diretor de projetos da Futurepharm - Aldrich Killian(o qual veio a se suicidar logo após o ocorrido, deixando um e-mail com sua confissão) - e vendido para terroristas do mercado negro da tecnologia.
Maya Hansen então, desesperada, contata Tony Stark, pedindo ajuda para encontrar e interceptar o tal terrorista antes que ele faça uso da tecnologia. O que Stark não sabe é que, enquanto toda a situação é desenrolada, o Extremis já fora usado em um terrorista, chamado Mallen. Ele adquiriu habilidades sobre-humanas, como atirar fogo pelas mãos, se curar rapidamente e super velocidade, e as usa para matar todos os funcionários dentro de uma divisão do FBI, em Houston, após sobreviver ao período de instalação do Extremis.
Ao tomar ciência do ocorrido, Tony veste a armadura do Homem de Ferro, rastreia a assinatura de calor que emana de Mallen e o intercepta na rodovia principal, dentro de uma van em movimento. O Homem de Ferro, então, trava uma batalha violenta com o vilão, mas leva a pior, tendo quase sido morto. Gravemente ferido, o vingador blindado é levado para a sede da Futurepharm, onde, após revelar a, até então secreta, identidade do Homem de Ferro, pede à Dra. Hansen que injete nele uma dose modificada do Extremis, sendo essa a única maneira de salvá-lo da morte.
Após um dia dentro de um casulo, onde o Extremis reescreve o corpo de Stark, ele finalmente desperta. Com sua versão modificada da tecnologia, o bilionário, consegue armazenar a camada interna da armadura nos orifícios de seus ossos e passa a poder controlar, não só sua armadura, mas todos os tipos de dispositivos eletrônicos, como celulares, computadores e até satélites.
O Homem de Ferro então, curado e com sua nova armadura, mais ágil graças à integração com o Extremis, vai atrás de Mallen. O herói leva a melhor dessa vez, e, durante a batalha, acaba por não ter outra opção se não matar o terrorista descontrolado.
No desfecho do arco, Tony Stark, agora com acesso mental à diversas redes de computadores, descobre que Maya Hansen, na verdade, havia ajudado Killian a roubar o Extremis. Ela e Killian haviam dado o Extremis para um grupo terrorista para que ele fizesse uma demonstração ao vivo, uma vez que o governo havia cortado o financiamento do experimento. Maya, antes de ser presa, diz que tudo teria dado certo, se ela não tivesse se importado com o homem dentro da armadura.

### Guerra Civil e Hulk Contra o Mundo
Quando os Novos Guerreiros atacam um grupo de super vilões em seu programa de TV, após a luta, um dos vilões se detona e destrói a metade de um bairro de classe média nos Estados Unidos. O medo de seres poderosos faz com que o governo americano crie uma lei obrigando o registro de cidadãos com super poderes. Isso dá início a saga Guerra Civil, que coloca em lados opostos os antes aliados, Capitão América (pela liberdade dos cidadãos de seu país) e Homem de Ferro (trabalhando para o governo e apoiando o registro). O fim da saga mostra a suposta vitória do grupo liderado pelo Homem de Ferro, com a subsequente prisão e morte do Capitão América.
Tony ficara sabendo que o governo iria aprovar o Ato de Registro de Super Humanos, o que iria forçar todos os seres com superpoderes a se revelarem publicamente. No início, Tony discorda, mas depois muda de ideia, pois vê nisso a oportunidade para conseguir os ideais que ele tinha proposto para o Illuminati. Ele tenta convencer os membros a apoiarem o Ato dizendo que a intervenção deles poderia prevenir maiores restrições aos super-heróis. Todos discordam com exceção de Reed.
Durante a saga, Tony ajuda Peter Parker e sua família. Peter passa a considerar Tony como um mentor, se tornando seu assistente e aceitando uma armadura que Tony desenvolveu para ele (a armadura Aranha de Ferro). Ele também convence Peter a revelar sua identidade secreta para o mundo. No entanto, Peter começa a suspeitar de que ele próprio esteja sendo manipulado por Tony. Confirma suas suspeitas ao ver uma prisão para super-humanos na Zona Negativa construída por Tony e Reed. Peter tenta fugir da Torre Stark junto com sua tia May Parker e Mary Jane Watson mas é atacado por Tony e os dois se enfrentam. Entretanto, como Tony tinha o controle da armadura que Peter estava usando, ele é facilmente derrotado por Tony. O Homem-Aranha escapa da batalha com a ajuda do Justiceiro Juridson. Após isso passa a ser considerado por Tony e o time que apoia o Registro como um traidor.
Em Planeta Hulk que se segue em Hulk Contra o Mundo, os Illuminati decidem exilar o Hulk, devido ao Gigante Esmeralda representar uma ameaça. Eles contratam Bruce Banner (alter-ego de Hulk) para deter um desastre. Era uma armadilha e o Hulk é mandado para o Espaço. Era para ele aterrar num planeta sem vida, entretanto, cai em um mundo habitado onde se torna imperador. Quando a nave que trouxe Hulk explode, matando quase todos os habitantes daquele planeta, ele volta para cá em busca de vingança.
O primeiro a enfrentar o Hulk, Tony usando a armadura Hulkbuster, é derrotado. Os outros heróis aparecerem para parar o Hulk. Na conclusão da saga, a luta contra Hulk é decidida em um combate contra Sentinela.

### Invasão Secreta e Reinado Sombrio
Apesar de estar à frente da mais poderosa potência militar dos Estados Unidos, o Homem de Ferro e as equipes sob seu comando foram incapazes de evitarem a devastação causada pelos skrulls, que se infiltraram entre os Vingadores e, por pouco, não dominaram o planeta.
Diante de tal falha, Stark e os demais comandantes foram destituídos da S.H.I.E.L.D., a agência bélica foi desativada e, no seu lugar, foi implantada a H.A.M.M.E.R. (no Brasil, esta sigla foi traduzida para M.A.R.T.E.L.O.), uma agência comandada pelo Patriota de Ferro. Mais um herói? Não, pois a verdadeira identidade dele era Norman Osborn! Ele e a última versão dos Thunderbolts até a ocasião, assumiram a identidade heroica de quase todos os Vingadores (clandestinos, devido à Lei de Registro de Super-humanos). Para piorar a situação, o Sentinela (ex-aliado do Homem de Ferro na Guerra Civil) junto com Ares passam a atuar ao lado dos falsos Vingadores... e o Homem de Ferro passou a ser visto como pária, tanto pelos outros heróis quanto pelos cidadãos sem poderes!
Sem falar que seu equipamento apresentava falhas que podiam pôr em risco a sua vida, pois, além de não contar mais com a ajuda do vírus Extremis, ficou sem acesso ao seu patrimônio tecnológico (confinado na Torre Stark, sede operacional dos Vingadores Sombrios).
Com o poder do Extremis falhando, Tony carregou um vírus para destruir todos os arquivos dos Atos de Registo, evitando Norman de saber as identidades secretas dos heróis registrados. A única cópia restante desses arquivos estava dentro do cérebro de Tony, e ele tentou deletá-la enquanto tentava arranjar um meio de pegar algumas de suas armaduras de volta, já que todas estavam em posse de Norman. Contudo, ao conseguir uma nova armadura, acabou dando de cara com Namor (então aliado de Osborn). Com Norman caçando-o como um fugitivo, Tony viajou ao redor do mundo em busca de um jeito para eliminar a cópia de uma vez por todas. Indo tão longe que ele acabou danificando a si mesmo. Ele começou a enfraquecer enquanto Norman oferecia um preço alto pela cabeça do herói. Vendo que estava cada vez mais difícil pilotar a armadura, Tony acabou usando a armadura do Dínamo Escarlate, tendo sido mais tarde encontrado por Pepper Potts. No entanto, os dois foram capturados pela Madame Máscara.
Com a ajuda de Pepper, Tony escapou, mas voltou para enfrentar a Madame Máscara. Ele então foi ao Afeganistão, mas antes de chegar ao destino desejado, Tony foi pego de surpresa por militantes. Com a armadura destruída, ela a abandonou e foi a pé até o destino desejado: o local onde anos antes ele conhecera Ho Yinsen e desenvolvera a primeira armadura do Homem de Ferro. E conseguiu reativar a primeira versão da armadura.
Norman, então, resolveu capturar Tony pessoalmente. Debilitado, o Homem de Ferro foi derrotado pelo Patriota de Ferro de uma maneira totalmente selvagem. Pepper Potts, porém, conseguiu divulgar a luta para o mundo todo, fazendo com que a credibilidade de Norman ficasse por um fio e com que Tony ganhasse simpatia pública. Tony entrou em estado vegetativo e ficou sob os cuidados de Donald Blake (alter ego do Thor).
Uma mensagem holográfica de Pepper revelou que ela conseguiu um meio de reiniciar a mente de Stark. Enquanto isso, em seu subconsciente, Tony estava preso em um cenário com obstáculos criados por sua própria mente que o impediam de reagir. O único meio de trazê-lo de volta foi com a ajuda do Doutor Estranho que obteve sucesso. Entretanto, devido ao reinício que ele fez em sua mente, Tony perdeu a memória dos eventos que ocorreram depois da Guerra Civil.

### Guardiões da Galáxia
Peter Quill foi abordado por seu ausente pai, o rei de Spartax, que lhe disse para ficar longe da terra. Desde que foi formulada uma regra, que proíbe qualquer um de se aproximar da terra. Suspeitando do pai, Peter reúne os Guardiões da Galáxia e se dirige a terra, e acaba descobrindo que o Homem de Ferro interceptou uma enorme nave de guerra "Badoon". Os Badoons escapam dos Guardiões e iniciam um massivo ataque a Londres.
A invasão é evitada, porém, o Homem de Ferro e os Guardiões são presos por violar a tal regra.

## Armaduras
Seu traje possui vários aspectos tecnológicos. A armadura é a testemunha da genialidade de seu criador Tony Stark.
A parte interior é revestida de titânio com ouro, sendo enriquecida por um campo magnético. Geralmente, ela é guardada dentro da sala executiva de Stark, num compartimento secreto. Possui diversos equipamentos como um sofisticado sistema de navegação, o JARVIS, sensores e scaners diversos, sistemas de projeção de imagens holográficos, sonar, flaps, lasers, pequenos projéteis (teleguiados ou não), emissores eletromagnéticos de pulso, disruptor sônico, entre muitos outros apetrechos.
A maioria dessas habilidades não estavam presentes no traje original do Homem de Ferro quando ele apareceu pela primeira vez em março de 1963 na Tales of Suspense #39.

### A evolução da armadura de ferro
A armadura era baseada na então recente tecnologia dos transístores, que as vezes eram chamados de "transístores miniaturizados". A principal arma era chamada de "raio repulsor", expelido das palmas das mãos da armadura. Logo depois das primeiras histórias, Stan Lee ouviu opinião de alguns empregados da Marvel e resolveu tornar a aparência do herói mais agradável: mudou a cor da armadura para dourado, passando o Homem de Ferro a ser chamado durante algum tempo de O Vingador Dourado.
As constantes inovações tecnológicas levaram o traje a ser sempre modificado em sua aparência. Dos transístores iniciais, ele agora se baseia em chips e nanotecnologia. Várias versões da armadura foram criadas para situações específicas, como uma versão espacial e outras para fins de espionagem e atuações submarinas sob grande pressão. Houve duas bem específicas: uma gigante, usada para deter o Hulk, e outra confeccionada especificamente para funcionar com a energia de uma pedra asgardiana.
Em 2005, a armadura do Homem de Ferro já estava em sua 49ª versão, apesar de que muitas das versões anteriores apresentavam apenas pequenas alterações.
Em 2008, foi alterada novamente para que no filme aparecesse reluzente.

### Sobre a armadura do Tony stark
O Homem de Ferro possui uma armadura motorizada que lhe dá voo, força e durabilidade sobre-humanas e uma variedade de armas. Outras pessoas que eventualmente assumiram a identidade Homem de Ferro foram o parceiro de longa data e melhor amigo de Tony Stark, James Rhodes, e associados a Tony como Harold "Happy" Hogan, Eddie March e Michael O'Brien (brevemente).
Os sistemas de armas do traje mudaram ao longo dos anos, mas as armas padrão do Homem de Ferro têm sido sempre os raios repulsores — disparadas a partir das palmas de suas luvas. Outras armas construídas em várias encarnações da armadura incluem o uni-feixe em seu peito, os feixes energéticos de pulso (que armazenam energia cinética ao longo do caminho, por isso quanto mais longe eles viajam são mais difícil de bater), um gerador eletromagnético de pulso e um escudo de energia que pode ser estendido até 360 graus. Outros recursos incluem a geração de um feixe congelante, a criação e a manipulação de campos magnéticos, um emissor de explosões sônicas e a projeção de hologramas com três dimensões.
Além do modelo de uso geral que ele usa, Stark tem desenvolvido vários especializados para viagens espaciais, mergulho em alto mar, discrição e outros fins especiais. A armadura Hulkbuster é composta de add-ons projetados para melhorar sua resistência e sua durabilidade para conter o incrível Hulk. Mais tarde, Tony Stark projetou uma armadura contra o poderoso Thor, modelada no Destroyer, utilizando uma fonte de energia mística. Stark desenvolve um pacote de eletrônicos durante as guerras de armadura que, quando ligado a armaduras que utilizam tecnologias de Stark, vai queimar esses componentes, tornando o processo inútil. Este pacote é ineficaz em modelos posteriores. Enquanto ele é tipicamente associada com James Rhodes, a armadura Máquina de guerra começou como uma das armaduras especiais de Stark.
Os modelos mais recentes da armadura de Stark, começando com o Extremis Armor, agora são armazenados nas partes ocas de ossos de Stark, e o implemento usado para controlá-lo é implantado em seu antebraço e conectado diretamente ao seu sistema nervoso central .
O Extremis já foi removido  e ele agora usa armaduras mais convencionais. Alguns armaduras ainda ter uma forma líquida, mas não são armazenados dentro do seu corpo. Sua Endo-Sym Armadura incorpora uma combinação dos smart-metal líquido com o simbionte Venom estrangeiro, psionicamente controlada por Stark.
Pós-Guerras Secretas, Stark usa uma armadura mais simples que pode praticamente 'transformar' para outras armaduras ou armas.

## Coadjuvantes
James Rhodes: Quando fugiu de seus captores, em sua primeira história, Stark encontrou o fuzileiro James Rhodes, que o levou de volta aos EUA. Os dois se tornaram grandes amigos e, ao sair das Forças Armadas, Rhodey virou piloto pessoal de Tony. Durante a crise de alcoolismo do chefe, ele assumiu a identidade do Homem de Ferro (inclusive durante a saga Guerras Secretas, de 1984). Quando Tony se recobrou, deu a James uma armadura exclusiva. Assim, nasceu o Máquina de Combate, personagem bastante popular nos anos 1990.

### Romances
Pepper Potts:
Em suas primeiras histórias, Tony Stark usava a placa peitoral da armadura para permanecer vivo. Esse foi um dos motivos que o levaram a se distanciar de sua secretária Virgínia Potts. Com o tempo, a ruiva desistiu de Stark e se casou com o motorista Happy Hogan. Pepper sumiu dos gibis, mas o sucesso do filme Homem de Ferro a trouxe de volta.
Kathy Dare (1988):
Rica e mimada, Kathy Dare viveu com Tony um romance repleto de brigas e crises de ciúmes. Quando o namoro terminou, ela passou a perseguir obsessivamente o empresário, até atirar nele. Arrependida, Kathy cometeu suicídio, enquanto Tony passou por um período de recuperação numa cadeira de rodas.
Maria Hill (2005):
Quando Stark foi convidado pelo governo para assumir o comando da S.H.I.E.L.D., a agente Maria Hill se tornou seu braço direito. Apesar de se odiarem no começo, os dois logo se aproximaram e engataram um relacionamento. Durou pouco tempo, mas a moça se transformou numa importante aliada de Stark e dos Vingadores.
Maya Hansey (2006 e 2007):
Na famosa saga "Homem de Ferro: Extremis", Maya conhece Tony num hotel da Suíça no réveillon de 1999. Época em que ela trabalhava em um soro (baseado no soro do super-soldado) que "reprogramava" o DNA humano. O romance durou pouco. Na fase denominada "Nova Marvel" a I.M.A. acessa o soro Extremis até Buenos Aires, onde envia a mensagem "O EXTREMIS ESCAPOU." Logo depois Maya é assassinada.

### Principais inimigos
- Mandarim
- Monge de Ferro
- Chicote Negro
- Justin Hammer
- Madame Máscara
- Dínamo Escarlate
- Espião Mestre
- Homem de Titânio
- Fin Fang Foom[4]

## Em outras mídias

### Televisão
- Em 1966, Homem de Ferro aparece em um segmento da série The Marvel Super Heroes.
- Em 1981, o Homem de Ferro faz pontas como personagem central no episódio "The Origin of the Spider-Friends" de Homem-Aranha e Seus Amigos.
- Homem de Ferro faz algumas aparições com o resto dos Vingadores em 1981 na série Spider-Man no episódio  "Arsenic and Aunt May", e como um traje em uma loja de fantasias no episódio "The Capture of Captain America".
- Em 1994, Homem de Ferro teve sua própria série animada no bloco The Marvel Action Hour, aparecendo também em outras séries do bloco:Fantastic Four e Homem-Aranha: A Série Animada, além de The Incredible Hulk e The Avengers: United They Stand.
- Em 2006, o Homem de Ferro aparece no episódio "Shell Games" da série animada Fantastic Four: World's Greatest Heroes.
- Em 2008, foi lançada a série animada Iron Man: Armored Adventures.
- Homem de Ferro aparece em Lego Marvel Super Heroes: Maximum Overload, dublado por Adrian Pasdar.
- É um dos personagens principais em Esquadrão de Heróis.

Tony Stark no anime Homem de Ferro

- Em 2010, ganha uma série de anime produzida pelo estúdio japonês Madhouse para o projeto Marvel Anime e na série animada The Avengers: Earth's Mightiest Heroes, dublado por Eric Loomis.
- Entre 2013 e 2019 foi um dos Vingadores da animação Os Vingadorws Unidos, novamente com a voz de Pasdar. Essa encarnação teve breves participações em duas animações da mesma época, Ultimate Homem-Aranha (em "Great Power", ele é mostrado tentando dominar sua armadura, e em "Flight of the Iron Spider", combate o Laser Vivo) e Hulk e os Agentes da S.M.A.S.H..
- Em 2013, aparece no especial para televisão Phineas and Ferb: Mission Marvel.
- Em 2014, aparece no anime Marvel Disk Wars: The Avengers.
- Aparece nos especiais para a televisão Lego Marvel Super Heroes: Avengers Reassembled e Lego Marvel Avengers: Code Red.
- É um dos personagens do anime de 2018 Marvel Future Avengers.

### Filmes
- Entre 2005 e 2006, o Homem de Ferro aparece nos dois filmes de animação lançados diretamente em vídeo, Ultimate Avengers e Ultimate Avengers 2.
- Em 2007, foi lançado The Invincible Iron Man, um longa de animação sobre sua história, mostrando novos e velhos personagens (inclusive novas armaduras e a aparição de seu arqui-inimigo Mandarim)
- Em 2008, o Homem de Ferro aparece no filme dos Novos Vingadores (filhos deles), Next Avengers: Heroes of Tomorrow onde é o responsável por eles. Neste filme, o velho Tony Stark treina as crianças até o dia que é capturado por Ultron e é salvo por elas.
- Em 2010, Homem de Ferro aparece brevemente como holograma (junto dos Illuminati, grupo composto por Dr. Estranho, Sr. Fantástico e outros mais) no começo do filme de animação Planeta Hulk.
- Em 2013 e 2014, o estúdio japonês Madhouse fez dois filmes de anime com o personagem, Iron Man: Rise of Technovore e Avengers Confidential: Black Widow & Punisher.
- Em 2014 dois filmes animados tinham o Homem de Ferro unindo forças com outro herói da Marvel, Iron Man & Hulk: Heroes United e Iron Man & Captain America: Heroes United.

#### Universo Cinematográfico Marvel

Arte conceitual de Adi Granov para o filme.

Uma das capas de Iron Man 2: Public Identity.

Robert Downey Jr. interpreta Tony Stark nos filmes do Universo Marvel Cinematográfico. A estreia do personagem foi em 2008 em  Homem de Ferro, a primeira produção independente do Marvel Studios. Assim como nos quadrinhos, Stark é um bilionário que fornece armas para o governo norte-americano. Após a realização de uma demonstração de suas criações, ele é sequestrado por afegãos e durante o período que passa preso, desenvolve uma armadura para conseguir escapar. No mesmo ano, estabelecendo um compartilhamento dos filmes da Marvel, o ator fez uma pequena participação como Tony Stark na cena final de O Incrível Hulk. O próximo filme do UCM foi a continuação Homem de Ferro 2, de 2010, onde o herói enfrenta os vilões Chicote Negro e Justin Hammer. Stark é um dos Vingadores em Os Vingadores, de 2012, onde sua torre em Nova York é usada por Loki como ponto de partida de uma invasão pelos Chitauri.

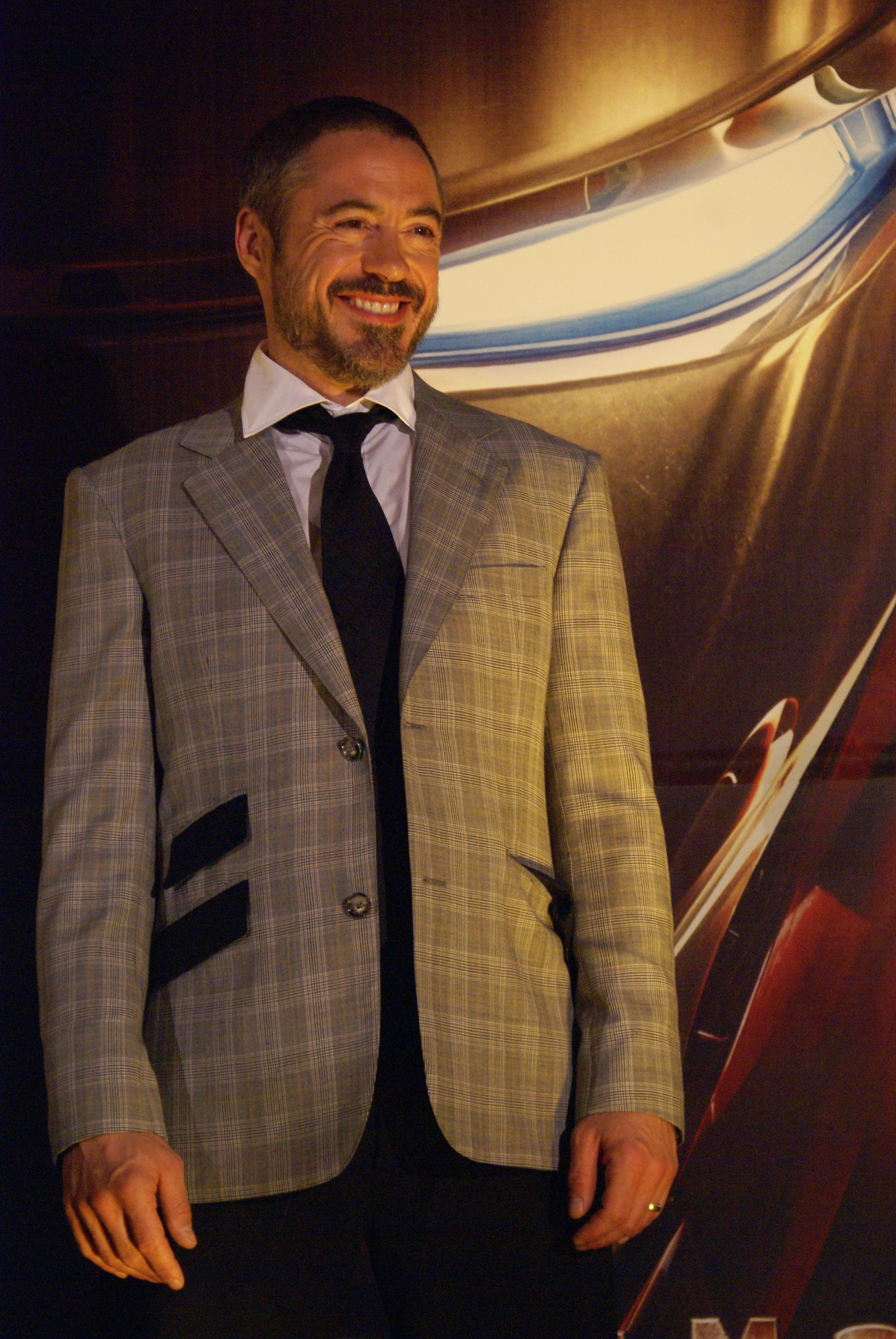
O ator Robert Downey Jr., na estreia de Iron Man, em 2008.

O primeiro filme após Os Vingadores foi Homem de Ferro 3, de 2013, inspirado na série Extremis. O Homem de Ferro é novamente parte dos Vingadores em Vingadores: Era de Ultron, de 2015, onde Stark cria o maligno robô Ultron e tem de impedir seus planos de exterminar a raça humana. Após o filme, Stark deixa os Vingadores, sendo substituído pelo amigo James Rhodes, o Máquina de Combate. Ainda assim tem papel proeminente em Capitão América: Guerra Civil, de 2016, inspirado na série homônima e tendo Stark a favor de registrar super-heróis sob os Acordos de Sokovia e assim entrando em conflito com o Capitão. Em 2017, o primeiro filme solo do Homem-Aranha no UCM, Spider-Man: Homecoming, teve papel proeminente para Stark, considerado um mentor para o Aranha. As últimas aparições do personagem foram em Vingadores: Guerra Infinita (2018), onde acaba se juntando no combate a Thanos, e Vingadores: Ultimato em 2019, onde após cinco anos afastado dos outros Vingadores e criando uma filha com Pepper Potts decide ajudá-los a restaurar os danos causados pelas ações de Thanos.
A série animada What If...?, inspirada nos quadrinhos homônimos, teve diversas aparições de versões alternativas do Homem de Ferro, com a voz de Mick Wingert.

### Videogames
- Três jogos foram estrelados pelo herói: Iron Man and X-O Manowar in Heavy Metal (Acclaim, 1996, diversas plataformas), The Invincible Iron Man (2002, Game Boy Advance) e Iron Man (Sega, 2008, diversas plataformas), a última sendo uma adaptação do filme.
- O personagem também é jogável em Captain America and the Avengers (1991) , Marvel Super Heroes: War of the Gems (1996), nos jogos de luta da Capcom (Marvel Super Heroes, e a série Marvel vs. Capcom), Marvel: Avengers Alliance, Marvel Nemesis: Rise of the Imperfects, Marvel Ultimate Alliance, Marvel Ultimate Alliance 2: Fusion. O Homem de Ferro aparece como personagem secreto nos jogos Tony Hawk's Underground (após terminar o jogo) e X-Men Legends II: Rise of Apocalypse (após achar as 4 partes de sua armadura nas 4 primeiras fases e na quinta fase encontrar Tony Stark).
- O personagem é jogável nos jogos Lego Marvel Super Heroes (2013), Lego Marvel Avengers (2016) e Lego Marvel Super Heroes 2 (2017), vários trajes de Tony aparecem nos jogos.
- Tony Stark e suas empresas fazem uma ponta no jogo de 2005 do Justiceiro, e no jogo de 2008 The Incredible Hulk, o Homem de Ferro aparece para enfrentar o Hulk caso este cause muita destruição.
- Homem de ferro será um personagem jogável no futuro jogo Marvel Rivals (2024)